# Fabio Celestini
Fabio Celestini (* 31. Oktober 1975 in Lausanne) ist ein ehemaliger Schweizer Fussballspieler und heutiger Fussballtrainer. Er trainiert die 1. Mannschaft des russischen Vereins ZSKA Moskau.

## Karriere als Spieler

### Vereine
Im Dezember 2010 beendete Celestini seine Fussballkarriere beim FC Lausanne-Sport trotz dem noch bis Ende Saison 2010/11 gültigen Vertrag wegen Differenzen mit der Klubführung. Die Funktion des technischen Direktors des Vereins übernahm er nicht wie vorgesehen. Er hatte schon 1995–2000 beim FC Lausanne-Sport gespielt, seine weiteren Stationen waren ES Troyes AC, Olympique Marseille, UD Levante und FC Getafe. Seine Aktivkarriere beendete er 2012 beim Étoile Sportive FC Malley.

### Nationalmannschaft
Er bestritt 35 Länderspiele für die Schweizer Nationalmannschaft und war auch bei der Europameisterschaft 2004 dabei.

## Karriere als Trainer

### Vereine
Celestini begann seine Trainerkarriere 2011 als Assistent beim FC Renens (2. Liga regional). 2013 wurde er Assistenztrainer beim spanischen Erstligisten FC Málaga, bevor er 2014 Trainer beim italienischen Viertligisten AS Terracina wurde. Nach rascher Entlassung kehrte er zu seinem Stammverein FC Lausanne-Sport zurück. Von 2018 bis 2019 war er Trainer des FC Lugano. Am 2. Januar 2020 übernahm Celestini als Cheftrainer den FC Luzern, wo er einen Vertrag bis Ende Juni 2021 unterschrieb. Im Februar 2021 wurde bekannt, dass dieser Vertrag bis Sommer 2023 verlängert wurde. Mit dem FC Luzern gewann er 2021 den Schweizer Cup. Am 22. November 2021 wurde Celestini entlassen. Nach 17 Runden lag der Verein auf dem letzten Tabellenrang. Ausserdem habe sich Celestini in der Presse negativ über die Clubführung geäussert. Am 21. November 2022 übernahm er den FC Sion. Nach nur sechs Spielen, in denen kein einziger Sieg resultierte, wurde Celestini Ende Februar 2023 zunächst für eine Woche freigestellt, dann definitiv entlassen. Seit 31. Oktober 2023 ist er mit einem Vertrag bis Saisonende Cheftrainer der 1. Mannschaft des FC Basel. Als Trainer gewann Celestini am 11. Mai 2025 seinen ersten Meistertitel, als er mit dem FC Basel vorzeitig und uneinholbar an der Tabellenspitze stand. Ausserdem wurde er zum zweiten Mal als Trainer Schweizer Cupsieger.
Ab der Saison 2025/26 wird Celestini Trainer beim russischen Rekordmeister ZSKA Moskau. Dass er während des Kriegs in der Ukraine diesen russischen Armeeklub übernimmt, wurde in der Schweiz kritisiert. Celestini selbst rechtfertigte den Wechsel damit, dass er eine sportliche Herausforderung gesucht habe.

## Erfolge als Trainer

### FC Luzern
- Schweizer Cupsieger: 2021

### FC Basel
- Schweizer Meister: 2025
- Schweizer Cupsieger: 2025